# 遊
『遊』（あそび）は、2014年8月20日にワーナーミュージック・ジャパンから発売された、山下智久の1stミニ・アルバム。

## 概要
アルバムとしては前作『A NUDE』から約1年ぶりのアルバムで、自身初となるミニ・アルバム。ダンスミュージックのみで構成された企画ミニアルバムである。
今作は、通常盤・山下智久SHOP限定盤ともに完全生産限定商品となっており、通常盤はデジパック仕様、山下智久SHOP限定盤は「遊」オリジナルTシャツ付豪華BOX仕様。

## 収録曲
1. HELLO
作詞：秦基博、作曲：BACH LOGIC・TAKUYA HARADA・BASIM、編曲：BACH LOGIC
  - 本作のリードトラック

後にベストアルバム「YAMA-P」にも収録された。
2. PARTY'S ON
作詞：STY、作曲：STY・Dainel Martin・Corey Bush・Brandon Moreno、編曲：Dainel Martin
3. Mysterious
作詞：R. Wolf、作曲：Madd Kwan・Steven Lee・Drew Ryan Scott、編曲：Madd Kwan
4. Moon Disco
作詞：山下智久、作曲・編曲：渋谷慶一郎
5. Back to the dance floor
作詞・作曲・編曲：中田ヤスタカ(CAPSULE)
6. Dress Code:
作詞：山本領平、作曲・編曲：Shinichi Osawa
7. LET IT GO
作詞：HIRO、作曲：Enric Smart・Stijn Versteeg・Jonny Rose、編曲：Jonny Rose・Maozon